# طرطوشة
طرطوشة[اضبِطْ بالشكل] إحدى مدن منطقة قطلونية في إسبانيا، تعلو طرطوشة 12 متر عن سطح البحر، على نهر أبرة، ويحدها شمالا جبال كاردو مسيف.

## تاريخ طرطوشة

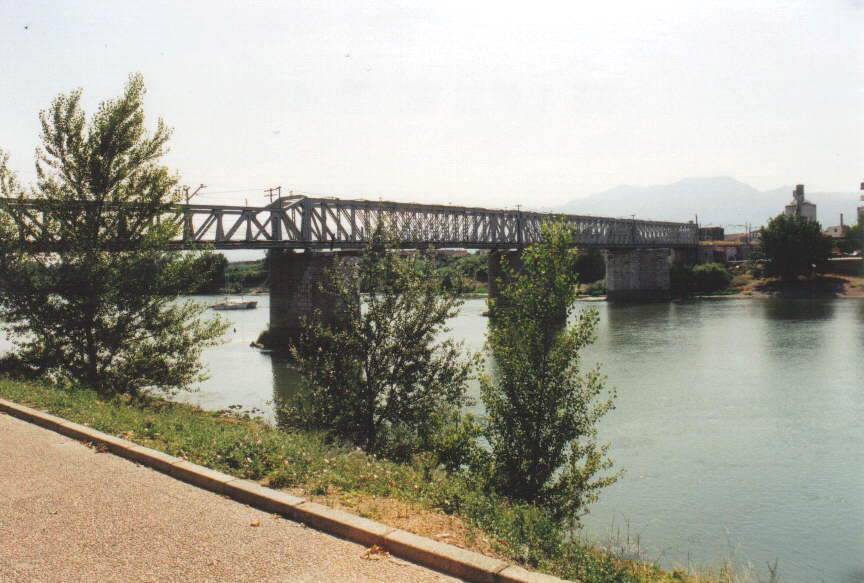
نهر أبرة في طرطوشة

كانت طرطوشة ميناءً يؤمّه التجار من كل صوب منذ القرن العاشر. وما بين القرنين الحادي عشر والثاني عشر عانت من الاضطرابات التي عمّت الأندلس، وتحولت إلى مركز للعبيد الصقالبة. استسلمت طرطوشة لمملكة سرقسطة، عندما كان يحكمها المقتدر بن هود، ثم استولى عليها المرابطون، ثم سقطت في أيدي الممالك المسيحية عام 1118، ثم استعادها المرابطون إلى أن خضعت نهائيًا لكونت برشلونة رامون بيرينغير الرابع عام 1148.
في عهد الدولة الأموية في الأندلس، بني جدار غدا أساسًا لسور أنشيء فيما بعد. كانت ترساناتها الشهيرة محمية بسبعة عشر برجًا، دمّرها القطلونيون بعد استيلائهم على المدينة. أما قلعة طرطوشة المسماة سودا، فكانت في القسم المرتفع من المدينة، وكانت مقرًا للحاكم ومعسكرًا للحرس، كما ضمت السجن.
من أعلام مدين طرطروشة ابنُ أبي رندقة الفقيهُ المالكيُّ المتوفَّى في سنة 1126 والذي تعلم عند جملة من فقهاء الأندلس أبرزهم أبو الوليد الباجي وابن حزم، وقد قرأ عليه ما يزيد عن 200 من قضاة ذلك العصر. 

## المعالم الرئيسية
- قلعة سانت جوان، أو سودا، بها قيادة المدينة علوها 59 مترا شيدت على تلة عالية. وعلى الرغم من أن الرومان كانوا أول من حصن المكان، إلا أن البنية الحالية للقلعة تعود إلى الخليفة عبد الرحمن الناصر لدين الله, وبعد أن استولى عليها رامون بيرينغير الرابع، كونت برشلونة في العام 1148، أصبحت مقرا لإقامة فرسان الهيكل، ومنذ القرن الثالث عشر أصبحت قصرا ملكيا.
- كاتدرائية طرطوشة، بدأت عام 1347 وتكرست في عام 1597.
- قصر الأسقف.
- دير سانتا كلارا، التي تأسست عام 1283.
- سوق لوليا، وهي أقدم سوق في أراغون.
- قصر مانجيوت.
- قصر ديسبويغ (القرن الرابع عشر).
- قصر أوليفر دي بوتيلر (القرن الخامس عشر).

### المدارس الملكية
أوجدها الإمبراطور شارل الخامس من أجل تعليم الموريسكيين المقيمين في طرطوشة، وتعدّ هذه المدارس من أفضل نماذج العمارة المدنية في كتالونيا في عصر النهضة. الباتيو على سبيل المثال، تعتبر فريدة من نوعها في الإقليم كله فهي تحتوي على تماثيل تخصّ ملوك أراغون من رامون بيرينجر الرابع إلى فيليب الرابع.
كانت طرطوشة في القرن السادس عشر إحدى أهم المدن في كتالونيا وفيها مدرسة متخصّصة بتدريب علماء اللاهوت الدومينيكان، وقد تطورت هذه المدرسة عبر التاريخ، حتى غدت اليوم صرحًا متكاملاً يعرف باسم "الريالس كوليجس"، وهي تتألّف من ثلاثة مبان: مدرسة سانت يومي وسانت ماتييس، ومدرسة سانت دومينيك وسانت جوردي، وكنيسة سانت دومينيك (تتضمّن مركز النهضة الترجمي).

## السكان
| تطور النمو الديموغرافي طرطوشة بين 1991 و 2004 |        |        |        |
| 1991                                          | 1996   | 2001   | 2004   |
| 29,452                                        | 30,088 | 28,933 | 31,979 |
|                                               |        |        |        |

يبلغ عدد سكان مدينة طرطوشة حسب المعهد الوطني الإسباني للإحصاء لعام 2012 حوالي 34,734 نسمة. يعتبر مصدر دخلهم الرئيسي الزراعة والصناعة والخدمات،  و 25% منهم مهاجرون من خارج المدينة.

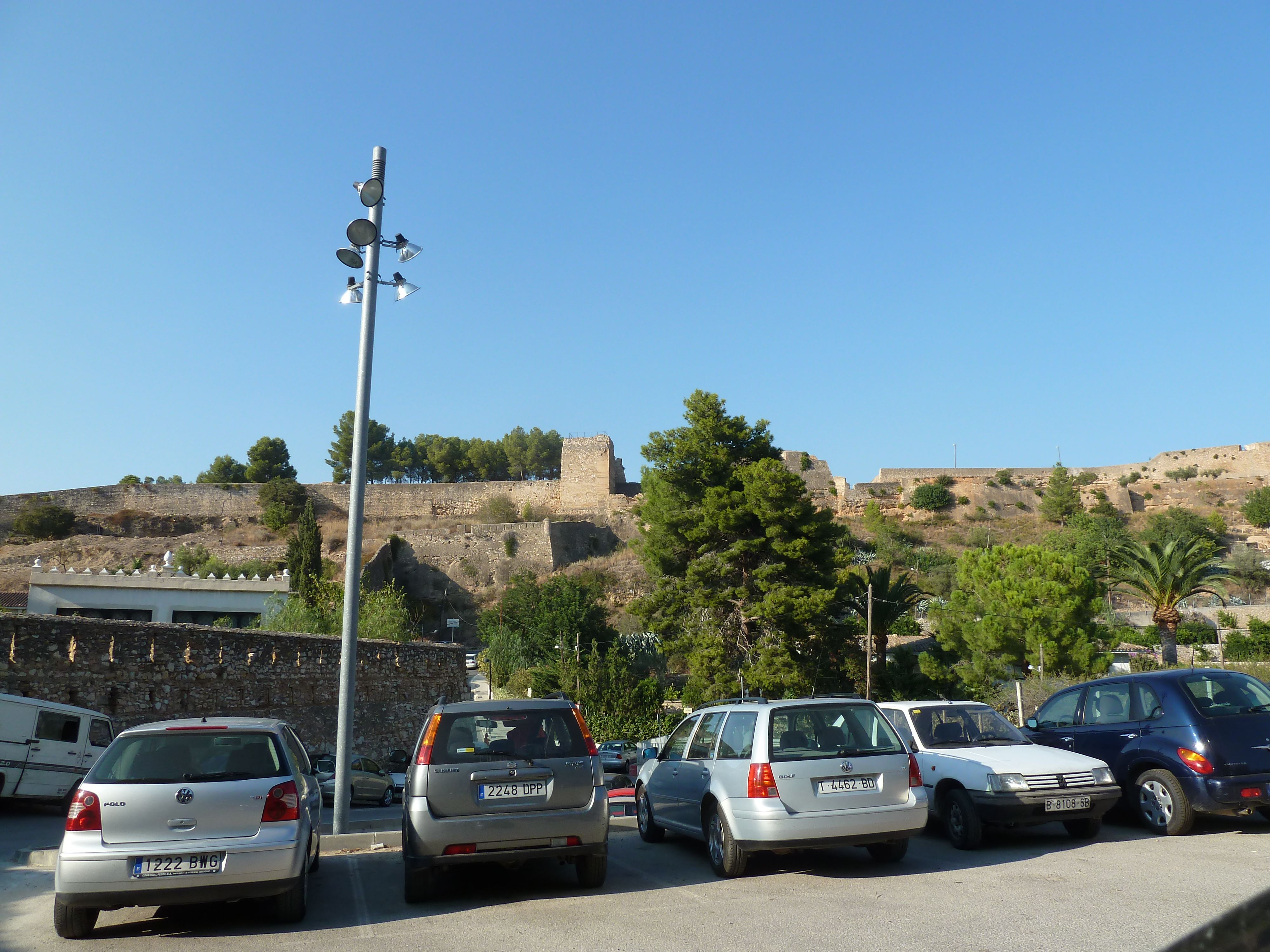
حصن المدينة

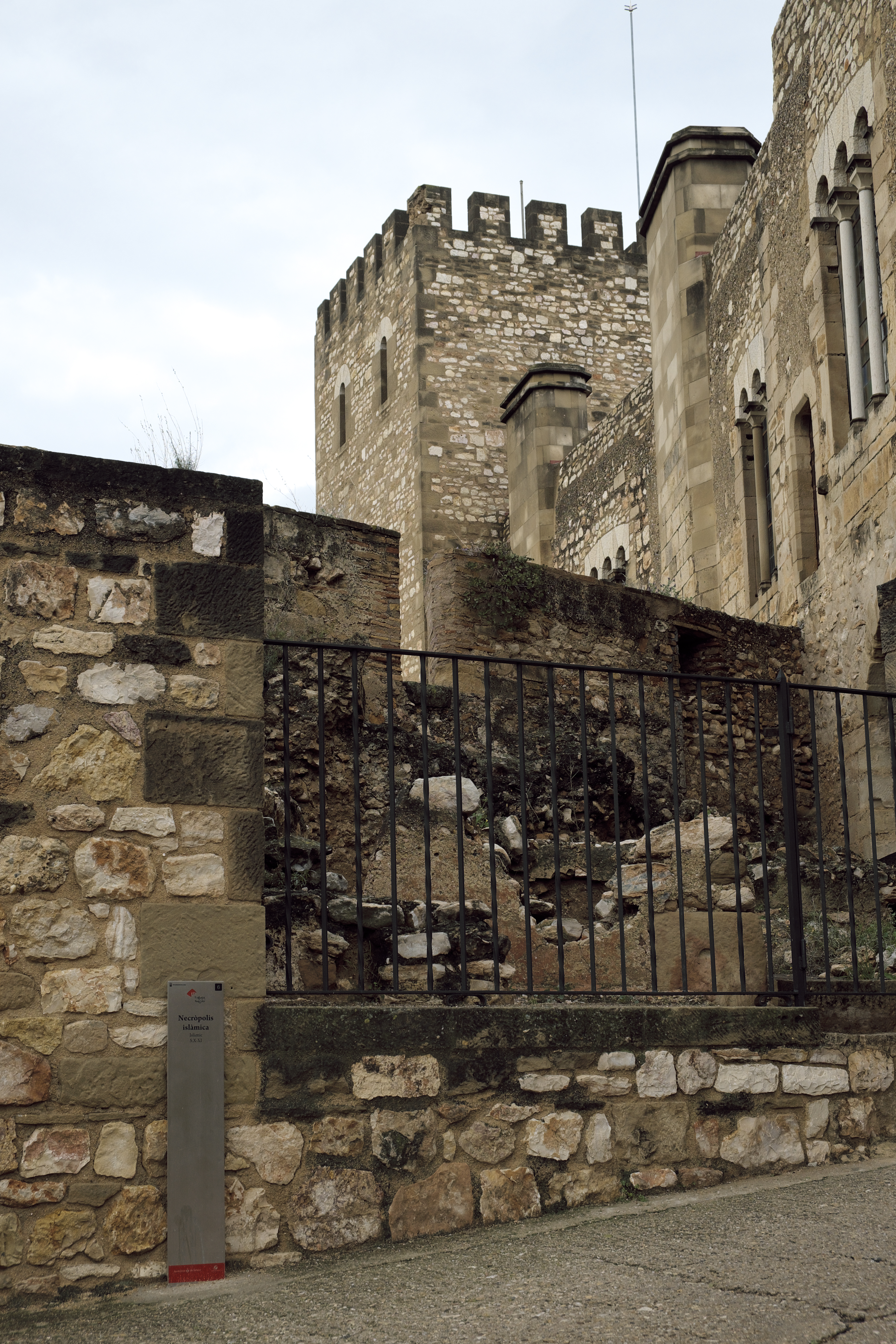
المقابر الإسلامية

## المدن التوأمة
- سوريا طرطوس
- فرنسا أفينيون
- إسبانيا الكانيز
- إيطاليا فرشيلي

## وصلات خارجية
- Official website (بالكتالونية)
- Tourism Official website(بالإنجليزية)